# Cari Champion

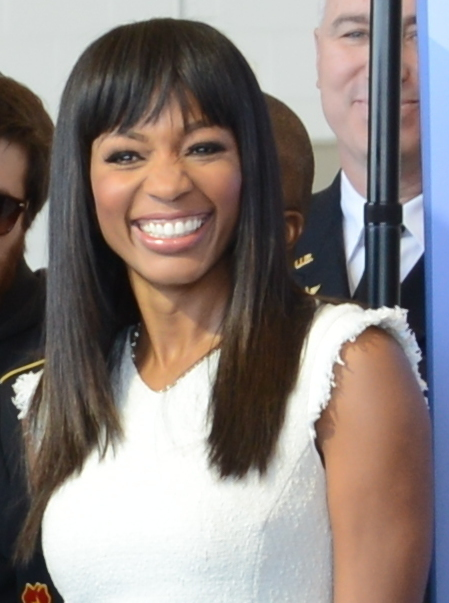
Cari Champion im Jahr 2014

Cari Racquel Champion (* 1. Juni 1975 in Pasadena, Kalifornien) ist eine US-amerikanische Sportjournalistin und Fernsehmoderatorin. Bekannt wurde sie durch ihre Arbeit für den Sportsender ESPN.

## Karriere

### Anfänge
Geboren und aufgewachsen in Pasadena im US-Bundesstaat Kalifornien als Cari Racquel Brooks, besuchte Champion die University of California in Los Angeles (UCLA), wo sie Englisch als Hauptfach und Massenkommunikation als Nebenfach studierte. Nach ihrem Abschluss 1998 ging sie für ihre erste Tätigkeit als Reporterin nach West Virginia und später nach Florida, wo sie im Jahr 2002 bei WPTV-TV in West Palm Beach angestellt war. In den folgenden Jahren arbeitete sie landesweit für ABC, CBS, NBC und andere Fernsehstationen in den Bereichen Nachrichten, Entertainment und Sport, darunter auch der Orange County News Channel im kalifornischen Santa Ana, von wo aus sie zu WGCL-TV in Atlanta wechselte. 2007 wurde sie dort entlassen, weil sie in einer Live-Sendung diverse Schimpfwörter benutzte. Obwohl sie 2008 wieder eingestellt wurde, verließ Champion den Sender bald, um ihre Karriere außerhalb der Hauptstadt von Georgia fortzusetzen. Im Jahr 2009 bekam sie einen Job beim Tennis Channel, nachdem sie sich vor allem durch die Auftritte der Schwestern Serena und Venus Williams immer mehr für diesen Sport begeistert hatte.

### ESPN
Am 1. Oktober 2012 wechselte Champion zum Sportsender ESPN und moderierte fortan die Sporttalkshow First Take auf ESPN2 zusammen mit den Kommentatoren Skip Bayless und Stephen A. Smith. Im Jahr 2014 gab sie ihr journalistisches Debüt für das Network, als sie für das Magazin E:60 Cam Newton von den Carolina Panthers interviewte und ausführliche Einblicke in das Leben des American-Football-Quarterbacks gab. Im Juli 2015 wurde Champion zur Moderatorin von ESPNs „Flaggschiff“ SportsCenter befördert, einer Sportnachrichtensendung, die bereits seit Gründung des Senders 1979 ausgestrahlt wird. Im Februar 2016 wurde sie zur Co-Anchorwoman für SportsCenter Coast to Coast ernannt, einer Show, die zunächst bis März 2018 lief, später allerdings wiederbelebt wurde. Der Grund für die vorübergehende Einstellung der „Coast-to-Coast-Edition“ war Champions kurzzeitiger Wechsel zur ESPN-Nachmittagsshow SportsNation, wo sie gemeinsam mit Elzie Lee „LZ“ Granderson und Marcellus Wiley zu sehen war. Nachdem SportsNation eingestellt worden war, kehrte Champion im September 2018 zu SportsCenter zurück und präsentierte Coast to Coast aus dem ESPN-Studio in Los Angeles im Zusammenspiel mit David Lloyd, der zur selben Zeit aus dem Hauptstudio des Senders in Bristol im US-Bundesstaat Connecticut moderierte.
Darüber hinaus veranstaltete sie zwischen 2016 und 2019 auch einen wöchentlichen von espnW präsentierten Podcast mit dem Titel Be Honest with Cari Champion, wo sie mit interessanten Gästen einen Blick auf die Welt des Sports und der Popkultur warf. Des Weiteren war sie zwischen Oktober 2017 und Februar 2018 in einigen Werbevideos für das US-amerikanische Personenbeförderungsunternehmen Uber zu sehen, in denen sie als Uber-Fahrerin aktuelle und ehemalige NBA-Basketballspieler interviewte. Prominente Fahrgäste in den unter dem Titel Rolling With the Champion produzierten Clips waren unter anderem auch die beiden Superstars Kevin Durant und LeBron James.
Am. 9. Januar 2020 verkündete Champion via Twitter ihre Entscheidung ESPN nach etwas mehr als sieben Jahren zum Ende des Monats zu verlassen. Ab Februar 2020 wechselte sie gänzlich in den Unterhaltungsbereich und stand für die zweite Staffel von The Titan Games als Field-Reporterin, die mit den Teilnehmern Interviews führte, vor der Kamera. Bereits in der ersten Staffel im Jahr 2019 war sie an der Seite von Schauspieler und Wrestler Dwayne „The Rock“ Johnson, der die Physical-Gameshow kreiert hatte und moderierte, zu sehen. Die Sendung war der ebenfalls bei NBC ausgestrahlten Show American Ninja Warrior nicht unähnlich, erforderte jedoch nicht nur körperliche Leistungen, sondern auch geistiges Geschick.

### Nach ESPN
Ab dem 19. August 2020 präsentierte Champion zusammen mit der zwischen 2006 und 2018 ebenfalls bei ESPN beschäftigten Jemele Hill die wöchentliche Show Cari & Jemele: (Won't) Stick to Sports auf dem Fernsehsender VICE TV. Die beiden waren seit ihrer gemeinsamen Zeit bei dem US-Sportkanal befreundet und nahmen nun als Frauen afroamerikanischer Herkunft mit eigener Late-Night-Talkshow einen seltenen Platz in der US-amerikanischen Medienlandschaft ein. Bereits einen Monat zuvor hatte sie bei Turner Sports (TNT) die Sendung The Arena moderiert, welche sich mit sportlichen Themen auf und neben dem Platz beschäftigte, darunter aktuelle Entwicklungen in der Basketball-Liga NBA und die „Black Lives Matter“-Bewegung. Während der Olympischen Spiele 2021 im japanischen Tokio präsentierte Champion in der beim NBC-eigenen Streamingdienst Peacock ausgestrahlten nächtlichen Show Tokyo Tonight die Highlights des jeweiligen Veranstaltungstages. Ebenfalls ab 2021 war sie die Moderatorin des vom Medienunternehmen iHeartMedia präsentierten Podcasts Naked with Cari Champion, wo sie im persönlichen Gespräch die private Seite von bekannten Sport- und Unterhaltungsgrößen beleuchtete.
Im Februar 2022 verkündeten Champion und Hill ihren Wechsel zu CNN, wo sie die wöchentliche Show Cari & Jemele: Speak. Easy. beim digitalen Streamingdienst CNN+ moderieren sollten. Das Engagement war allerdings nur von kurzer Dauer, denn CNN-Muttergesellschaft Warner Bros. Discovery gab nur wenige Wochen nach dem Start am 29. März 2022 bekannt, dass der Dienst am 30. April 2022 nach nur einem Monat wieder eingestellt wird. Im Oktober 2022 wurde bekannt, dass Champion Gastgeberin von The Cari Champion Show bei Amazon Prime Video wird, wo sie am 14. November 2022 ihr Debüt gab.

## Trivia
Champion ist seit ihrer Kindheit ein großer Fan der Los Angeles Lakers, einem Basketball-Team aus der nordamerikanischen Profiliga National Basketball Association (NBA). Abseits ihrer Journalistentätigkeit wirkte sie auch schon in einigen Filmen und Fernsehserien mit, wie etwa in Eleventh Hour (2008), CSI: Miami (2012) und The Bling Ring (2013), wo sie jeweils eine Reporterin spielte. Sie lebt in Los Angeles und hat einen Wohnsitz in der eigenständigen Stadt Beverly Hills.